# Edward Howard-Vyse
Pour les articles homonymes, voir Edward Howard.
Edward Howard-Vyse est un cavalier britannique né le 27 novembre 1905 à Édimbourg et mort le 26 décembre 1992 à Ryedale.

## Carrière
Sa carrière amateur est principalement marquée par une médaille de bronze remportée aux Jeux olympiques de Berlin en 1936 en concours complet par équipes avec Alec Scott et Richard Fanshawe.